# Friedrich Smend
Pour les articles homonymes, voir Smend.
Friedrich Smend (né le 26 août 1893 à Strasbourg et mort le 10 février 1980 à Berlin) est un théologien protestant allemand, bibliothécaire et chercheur de Bach.

## Biographie
Friedrich Smend est issu de l'ancienne famille d'avocats et de théologiens Smend, qui sert comme pasteur pendant trois générations consécutives aux XVIIIe et XIXe siècles à la communauté réformée de Lengerich en Westphalie. Son père Julius Smend est professeur de théologie pratique et premier doyen de la Faculté de théologie protestante de Münster, son oncle est le théologien Rudolf Smend. La pensée théologique libérale de sa famille doit avoir un effet formateur sur lui, tout comme l'amour pour la musique, en particulier pour Jean-Sébastien Bach, que ses parents lui ont transmis.
Smend étudie la théologie protestante à Münster, y obtient son doctorat et, à partir de 1923, travaille comme bibliothécaire à la Bibliothèque d'État de Prusse à Berlin. Il y publie une liste des publications d'Adolf von Harnack. Pendant l'ère national-socialiste, il prend part à la lutte de l'Église en tant que membre du Conseil des Frères de l'Église confessante à Berlin. Immédiatement après la guerre, Smend reçoit la chaire d'hymnologie, de liturgie et de musique d'église à l'Université ecclésiastique de Berlin (de)-Zehlendorf.
Il reçoit un doctorat honorifique des universités de Heidelberg et de Mayence et, en 1961, il reçoit la Grand-Croix du Mérite de la République fédérale d'Allemagne.
Smend émerge avec des recherches sur l'œuvre de Jean-Sébastien Bach et avec des études sur Goethe. Dans les recherches de Bach, ses travaux portent notamment sur la Messe en si mineur, les Passions selon saint Matthieu et selon saint Jean et la symbolique des nombres dans les compositions de Bach.

## Travaux (sélection)
- Adolf von Harnack. Verzeichnis seiner Schriften. Leipzig 1927; Nachtrag 1927-1930. Leipzig 1931 (Nachdruck: Adolf von Harnack. Verzeichnis seiner Schriften bis 1930. Mit einem Geleitwort und bibliographischen Nachträgen bis 1985 von Jürgen Dummer. Saur, München 1990,  (ISBN 3-598-10321-2)).
- Joh. Seb. Bach Kirchen-Kantaten. 6 Hefte. Christlicher Zeitschriftenverlag, Berlin 1947/48 (2. Aufl. 1950; 3. Aufl. 1966).
- Johann Sebastian Bach bei seinem Namen gerufen. Bärenreiter, Kassel 1950.
- Bach in Köthen. Christlicher Zeitschriftenverlag, Berlin 1951/52 (Englische Ausgabe St. Louis : Concordia Publ. House, 1985).
- Goethes Verhältnis zu Bach. Merseburger, Berlin 1955.
- Missa ; Symbolum Nicenum ; Sanctus ; Osanna, Benedictus, Agnus Dei et Dona Nobis Pacem (später genannt „Messe in h-moll“). Bärenreiter, Kassel 1956.
- Ferner Freunde ward gedacht : ein Beitrag zu Goethes Briefwechsel mit Marianne von Willemer. Berlin : Merseburger, 1964
- Bach-Studien. Gesammelte Reden und Aufsätze. Bärenreiter, Kassel 1969.